# Azanos
Azanos (grec antic: Ἀζανοί) o Ezanos (grec antic: Αἰζανοί) fou una antiga ciutat grega a l'Anatòlia occidental. Situada a Çavdarhisar, província de Kütahya, les seues ruïnes són a la vora del riu Penkalas, a uns 1000 m sobre el nivell de la mar. La ciutat fou un important centre polític i econòmic en l'època romana. Entre les restes, hi ha un temple de Zeus, un teatre i estadi combinat, i un macèl·lum amb l'Edicte de Preu de Dioclecià. La ciutat començà a declinar en l'Antiguitat tardana. El 2012 el jaciment es presentà per ser inscrit en la Llista del Patrimoni Mundial de la UNESCO com a ciutadella.

## Història
L'assentament començà en l'edat del bronze. El nom de la ciutat pot derivar d'Azà, un dels tres fills d'Arcas i la nimfa Èrato, ancestres llegendaris dels frigis. Durant el període hel·lenístic la ciutat passà del Regne de Pèrgam al de Bitínia, abans de ser llegada a Roma l'any 133 abans de la nostra era. Continuà encunyant monedes pròpies. Els seus edificis monumentals daten de principis de l'imperi fins al segle iii.
Azanos formava part de la província romana de Frígia Pacatiana. Esdevingué bisbat cristià en una etapa primerenca, i el seu bisbe Pisticus (o Pistus) participà en el Primer Concili de Nicea, el primer concili ecumènic, el 325. Al principi el bisbat era sufragani de Laodicea del Licos, però quan Frígia Pacatiana s'escindí en dues províncies es va convertir en sufragània de Hieràpolis, la capital de la nova província de Frígia Pacatiana II. Hui Azanos està catalogada per l'Església catòlica com a seu titular.
Després del segle vii, Azanos entrà en decadència. Més tard, en temps de la dinastia seljúcida, el turó del temple fou transformat en una ciutadella (turc: hisar) pel grup de tàrtars Çavdar. Les ruïnes d'Azanos foren descobertes per viatgers europeus el 1824. El treball de recerca en les dècades dels 1830 i 1840 fou seguit per una excavació realitzada per l'Institut Arqueològic Alemany des del 1926, que es va reprendre el 1970 i continua actualment.

## Edificis i estructures antigues

### Temple de Zeus

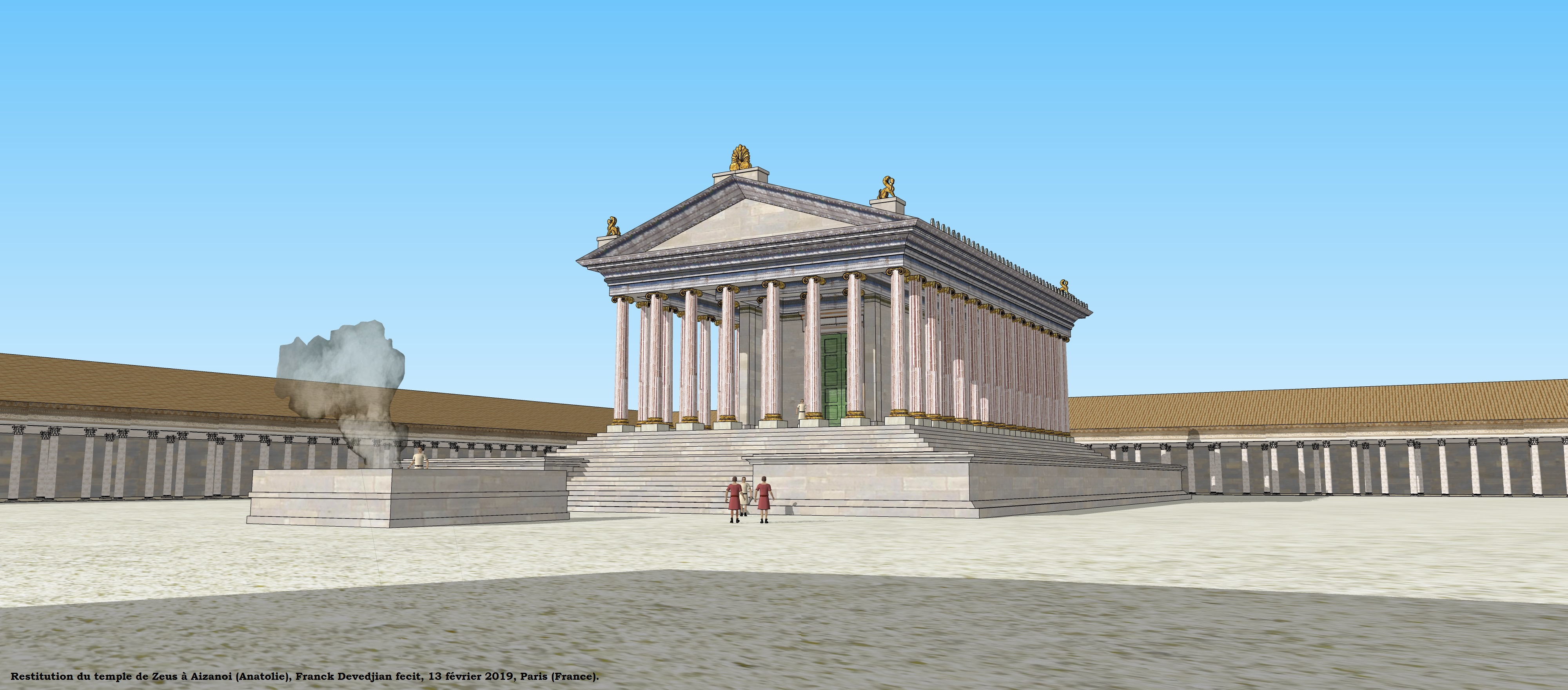
Reconstrucció del temple de Zeus

El Temple de Zeus, situat sobre un turó, era el santuari principal de la ciutat. Les troballes de ceràmica indiquen que estigué habitat en la primera meitat del tercer mil·lenni abans de la nostra era. Segons una lectura de la inscripció de l'arquitrau, la construcció del temple començà amb Domicià. Les inscripcions informen de l'assistència de l'emperador Hadrià per cobrar-hi lloguers no pagats, així com de l'evergetisme de Marc Apuleu Euricles. Més tard, els tàrtars Çavdar van esculpir en el temple escenes eqüestres i bèl·liques. El temple és pseudodipteral, amb vuit columnes en els extrems i quinze al llarg dels costats (35 m x 53 m). Fou danyat pel terratrèmol de Gediz del 1970 i es restaurà.

### Teatre i estadi

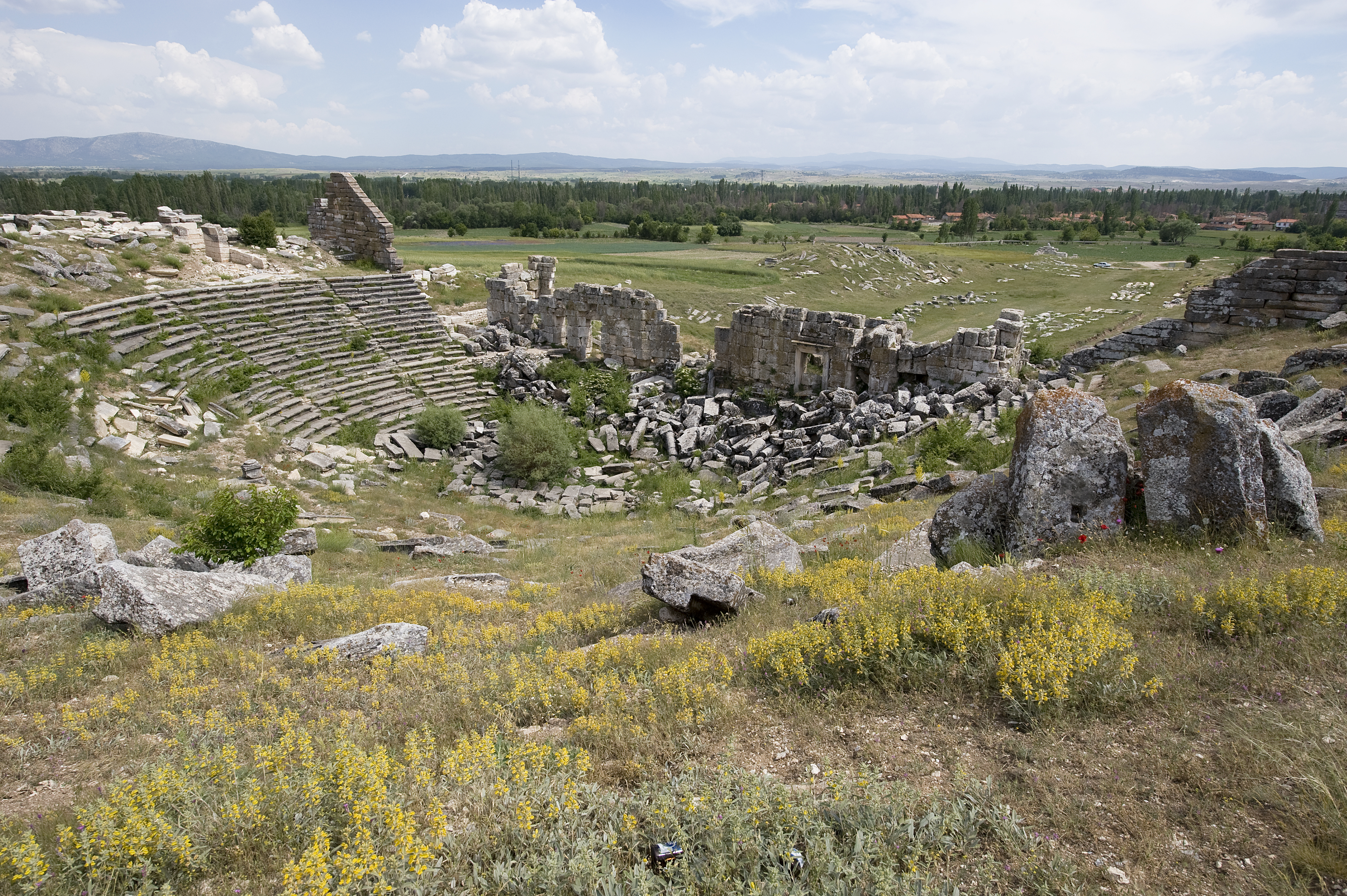
Conjunt del teatre estadi

El teatre estadi d'Azanos es va construir conjuntament, i es diu que aquest complex combinat és únic en el món antic. Separant-ne els dos és l'escenari. La construcció començà després del 160 ae, i s'acabà a mitjan segle III. Les inscripcions confirmen l'evergetisme de M. Apuleu Euricles.

### Banys
S'hi han trobat dos conjunts de termes. El primer, entre el teatre estadi i el temple, data de la segona meitat del segle ii i conté una palestra i mobles de marbre. El segon, al nord-est de la ciutat, es construí un segle després; els mosaics del terra reprodueixen un sàtir i una mènada. Reconstruït dos segles més tard, serví de seu del bisbe.

### Mercat

Macèl·lum, amb l'Edicte de Preu de Dioclecià

Al sud es troba un macèl·lum circular que data de la segona meitat del segle. Al segle iv fou inscrit en l'Edicte sobre Preus Màxims de Dioclecià, datat del 301, un intent de limitar la inflació produïda per la depreciació de la moneda.

### Carrer amb columnes i estoa
Les excavacions han revelat l'existència d'una estoa, o passarel·la coberta, que data del 400 abans de la nostra era; i un carrer amb columnes. Un Temple d'Àrtemis, que data de l'època de Claudi (41-54), fou demolit per fer un carrer amb columnes que tenia 450 m i conduïa al santuari de Meter Steunene.

### Santuari de Meter Steunene
Un túnel profund dins d'una cova, ara encegat, fou dedicat a Meter Steunene (una dea de la Mare Terra d'Anatòlia). S'han trobat en les excavacions figures de culte d'argila, juntament amb dos pous redons segurament utilitzats per al sacrifici d'animals.

### Necròpoli
La gran necròpoli inclou exemples de làpides frígies en forma de porta. Les inscripcions tenen el nom del mort o del donant; la decoració inclou, per a les tombes d'hòmens, toros, lleons i àguiles, i per a les de les dones, cistells amb llana i un espill.

## Museu de Kütahya
Alguns articles d'Azanos, com ara un sarcòfag amb una amazonomàquia, són al Museu Arqueològic de Kütahya.